# جائزة فالز

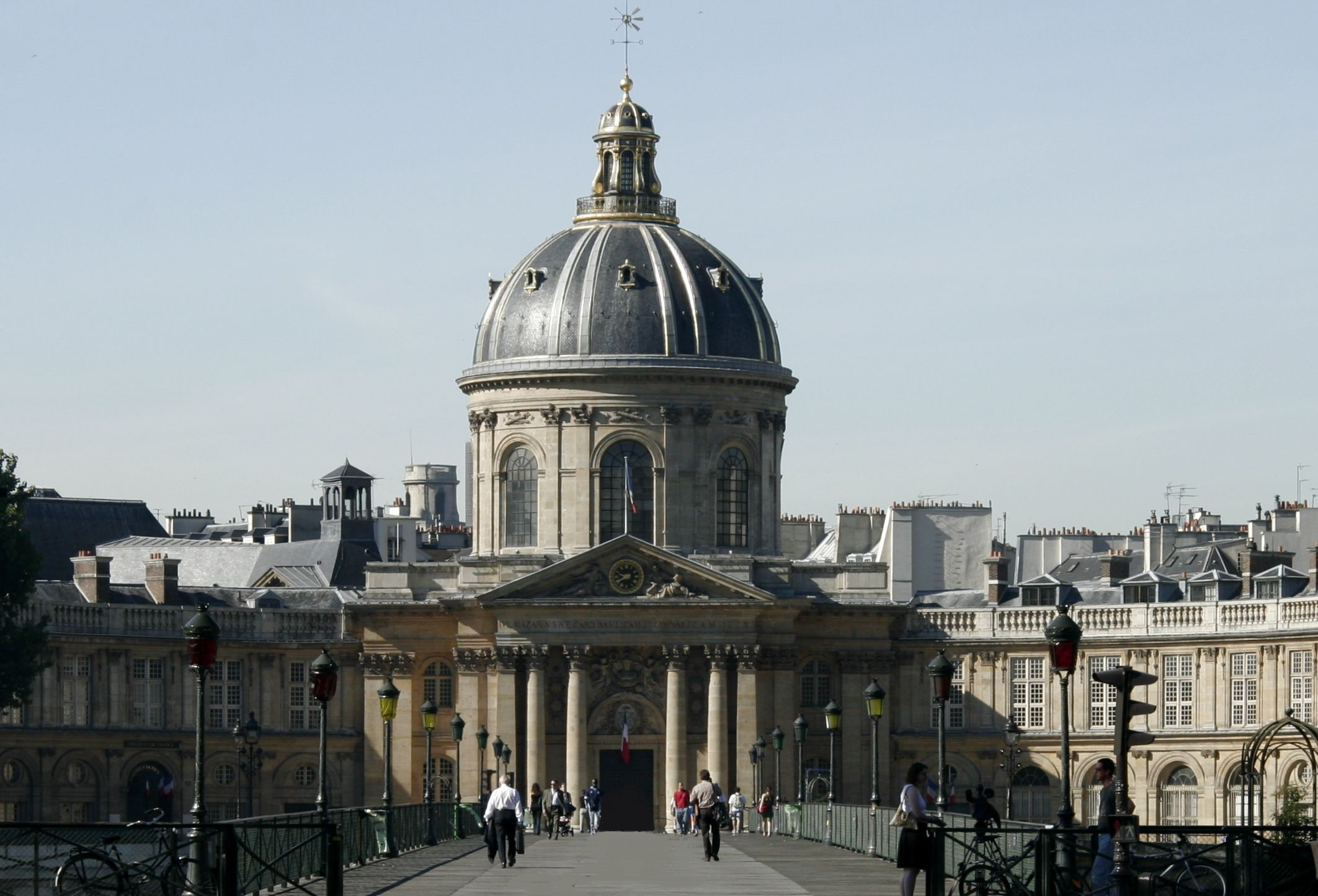
معهد فرنسا في باريس، مقر الأكاديمية الفرنسية للعلوم.

تمَّ منح جائزة فالز (Prix Valz) من قبل الأكاديمية الفرنسية للعلوم، من عام 1877 إلى عام 1970؛ لتكريم التطورات في علم الفلك. 